# Pachydactylus oreophilus
Pachydactylus oreophilus — вид геконоподібних ящірок родини геконових (Gekkonidae). Мешкає в Анголі і Намібії.

## Поширення і екологія
Pachydactylus oreophilus мешкають на південному заході Анголи, в провінції Намібе та на посушливому південному заході провінції Бенгела, а також в регіоні Дамараленд на північному заході Намібії, на південь до річки Гоаніб. Вони живуть в сухих чагарникових заростях на півночі ареалу та в пустелі на півдні ареалу, в тріщинах серед сель. Ведуть нічний спосіб життя, шукають їжу на землі.